# In Trance
In Trance es el tercer álbum de estudio de la banda alemana de hard rock y heavy metal Scorpions, publicado en 1975 por RCA Records. Esta es la primera producción grabada con el batería belga Rudy Lenners, quien ingresó en medio de la gira Fly to the Rainbow Tour (1974-1975). Grabado en los Dierks Studios en Colonia, es además el primer trabajo de la agrupación con el productor Dieter Dierks, cuyas recomendaciones, como acortar la duración de las canciones y dejar atrás las influencias del rock psicodélico, ayudaron a potenciar a Scorpions en los mercados internacionales.
Con un sonido más ligado al hard rock y al heavy metal que sus antecesores Lonesome Crow (1972) y Fly to the Rainbow (1974), In Trance presentó por primera vez al característico logotipo de la banda, como también a su primera portada que generó polémica en algunos mercados. Una vez que salió a la venta, logró ser el disco del sello RCA más vendido en Japón en 1975. A su vez, recibió reseñas positivas por parte de la prensa especializada, en su gran mayoría lo llamó uno de sus mejores álbumes y el que establece la combinación característica de metal y hard rock que llegó a definir el estilo de la banda.

## Antecedentes
Una vez terminada la grabación de Fly to the Rainbow, el baterista Jürgen Rosenthal tuvo que retirarse para cumplir con el servicio militar. Para cubrir su puesto contrataron a Dobbie Fechter, pero solo permaneció por un par de meses ya que renunció para pasar más tiempo con su novia. Su salida, en medio de las presentaciones de la gira Fly to the Rainbow Tour (1974-1975), los obligó a buscar a un nuevo integrante y para ello realizaron algunas audiciones. Después de dos pruebas —en la primera se equivocó— seleccionaron al belga Rudy Lenners, lo que lo convirtió en el primer músico no alemán en la historia de la agrupación. Anecdóticamente, como él no sabía alemán ni los miembros de la banda francés, solo podían comunicarse en inglés. Con Lenners en sus filas pudieron terminar la gira de Fly to the Rainbow.
Por entonces, la banda estaba preparándose para realizar la grabación de un nuevo disco, pero para ello necesitaban un productor, así que tenían en mente a dos personas: Chas Chandler y Dieter Dierks. El primero era el favorito de Uli Jon Roth pues, además de ser productor y bajista de The Animals, había sido mánager de Jimi Hendrix, la principal influencia del guitarrista. Sin embargo, Rudolf Schenker quería a Dierks. El alemán conoció a Scorpions en un concierto en Essen (Alemania) y le agradó como se ganaron al público y les vio potencial para convertirse en una gran banda. Hasta entonces Dierks tenía una exitosa trayectoria con artistas de krautrock y rock progresivo, mas no con de hard rock. Pero antes de comprometerse, Dierks les sugirió que grabaran un sencillo para ver la química de trabajo. Para ello optaron por versionar dos canciones de Sweet en alemán, pues, para entonces, los artistas nacionales que realizan covers en su idioma nativo recibían la mitad de las ganancias. El resultado fue «Fuchs Geh' Voran», que salió al mercado en 1975 bajo el seudónimo de The Hunters. Tras ello, Dierks y los músicos llegaron a un acuerdo para que produjera el siguiente disco, lo que dio inicio además a una extensa relación de trabajo que duró hasta 1988.

## Grabación
Su grabación se llevó a cabo en los estudios Dierks en Stommeln —una villa cerca de Colonia— en un período de dos a tres semanas en el verano boreal de 1975. Allí escribieron las maquetas, las que refinaron en sus respectivos hogares antes de volver al estudio a grabarlas. Uli Jon Roth afirmó que todo se registró en cerca de diez días: primero comenzaron con la sección rítmica, luego las voces y al final las guitarras. Una de las cosas que le molestó a Roth fue el poco tiempo que invirtieron a las guitarras, ya que tanto las partes rítmicas como los solos lo hicieron en los dos últimos días. El bajista Francis Buchholz comentó que la relación con el productor Dieter Dierks era buena, aunque como era muy trabajólico, perfeccionista y quería que todo sonora excelente, a veces sentían que estaban trabajando con un dictador. Buchholz contó que él era estricto con Klaus Meine ya que pasaban horas viendo asuntos de voz y canto, aunque con Lenners, como no sabía alemán, era más relajado.
El productor sugirió acortar la duración de las canciones e eliminar las influencias del rock psicodélico de sus anteriores producciones, con el fin de potenciar su carrera en los mercados internacionales. Además, agrupó los temas escritos por la dupla Schenker-Meine en el lado A del disco, mientras que las de Roth en el lado B, a excepción de las pistas iniciales: «Dark Lady» de Roth abría el A, mientras que «Robot Man» de Schenker-Meine el B.

## Composición

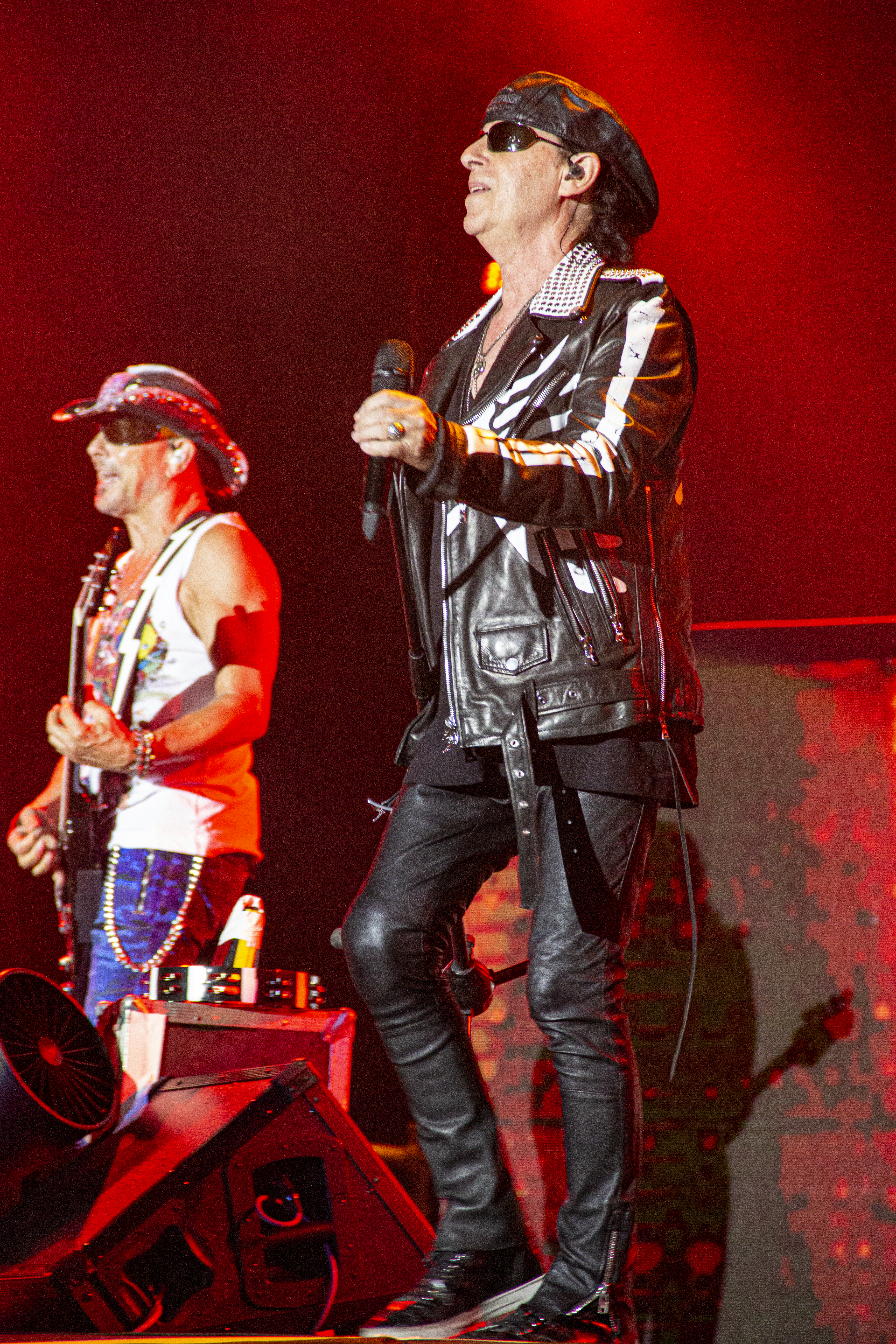
Las composiciones escritas por Rudolf Schenker y Klaus Meine aparecieron, principalmente, en el lado A del disco

El álbum inicia con «Dark Lady», que según Roth nació en una especie de jam session. Considerada por el crítico Martin Popoff como la más metalera del disco, su introducción posee unos efectos de guitarras que creó Roth experimentando con su amplificador y su pedal wah-wah. Dierks sugirió que la cantaran a dueto, porque consideró que los versos iniciales eran más propicios para el estilo vocal del guitarrista, mientras que Meine emite los aullidos y gruñidos que dan paso a las twin guitars. Roth señaló que la canción no poseía ningún mensaje y solo se trataba de disfrutar «el ritmo boogie, con la conducción de la doble armonía de arpegios». La letra del tema que da el título al álbum, «In Trance», trata sobre el control de los excesos tanto físicos como mentales, en ese sentido Rudolf Schenker mencionó que podría relacionarse directamente con el alcoholismo. Para reflejar su estado de ánimo Roth tocó un solo de guitarra minimalista; una vez que Dierks escuchó sus partes armónicas y los trinos lo comparó con la obra de Claude Debussy.
«Life is Like a River» es una power ballad, cuya letra «perpetua los temas místicos de la banda como la mortalidad, la soledad y la trascendencia» según Popoff. Este el único tema del álbum en donde Corina Fortmann, por aquel entonces la esposa de Dierks, fungió como letrista. Si bien su introducción posee unas twin guitars y el coro unos fuertes power chords, Roth no quedó conforme con el resultado porque consideraba que presentaba «algunos fallos en la ejecución». Como la grabaron en la mañana del segundo día destinado a las guitarras, Dierks le indicó que tenía que dejarlo así porque no había tiempo. Por su parte, esta es una de las pocas canciones en donde Achim Kirschning participa como músico invitado interpretando los teclados. «Top of the Bill» destaca por su riff inicial escrito por Schenker y la versátil voz de Meine, que se mueve entre «armonías vocales poderosas». Entre medio de los versos, las guitarras «batallan con el ritmo militar de la caja de Lenners» antes de que Meine grite el título de la canción, mientras que su conclusión es un «delirio desquiciado». Popoff afirma que esta junto con «Dark Lady» y «Speedy's Coming» del álbum anterior, demuestran que desde un principio Scorpions podía escribir temas de hard rock enérgicos y pesados. Considerada por Popoff como un «épico canto fúnebre» y por el crítico Eduardo Rivadavia como «majestuoso», «Living and Dying» trata sobre la soledad en donde la voz de Meine es «solloza» en los verbos y «demoledora» en los coros.
Roth vuelve a experimentar con su amplificador y pedal wah-wah al comienzo de «Robot Man», en donde «la banda golpea duro» con un tema «punky y compacto», cortesía de Schenker. Aunque al principio quería cantarla él, «Evening Wind» de Roth posee un tono de «blues oscuro y épico» en donde pone «en ejercicio su destreza en el tono». Bajo la misma línea blusera, en «Sun in My Hand» Roth canta sobre la magia de la música en un enfoque guitarra-voz que recuerda a Jimi Hendrix, con la batería dándole «determinación y unidad», y en donde el solo de guitarra metalero irrumpe con un toque casi celta. «Longing for Fire», la única escrita por Roth y Schenker, es una composición «pop bluesy (...) animado por una bella línea de bajo». Para finalizar el disco incluyeron a la instrumental «Night Lights», que compuso Roth para sí mismo mientras improvisaba. Considerada por Popoff como «una clase de canción de cuna», el guitarrista relató que posee cierta influencia de Jeff Beck.

## Lanzamiento y promoción
In Trance salió a la venta el 17 de septiembre de 1975 a través de RCA Records. Gracias a las sugerencias de Dierks, cuyo objetivo era potenciarlos en los mercados internacionales, logró ser la producción más vendida del sello RCA en Japón en ese mismo año. Más tarde, la organización World Wide Europe Awards (WWA) le confirió un disco de oro en representación a 500 000 de copias vendidas solo en Europa. En cuanto a su promoción, en el mismo día del lanzamiento del disco se publicó la canción «In Trance» como su único sencillo.
Por su parte, el 6 de septiembre del mismo año en Múnich comenzó la gira In Trance Tour. Durante 1975 tocaron en varias ciudades de Alemania Occidental, Francia y Bélgica y debutaron en Inglaterra con un concierto en el Cavern Club de Liverpool (31 de octubre). Después de decenas de presentaciones por su país y Francia entre enero y febrero de 1976, Scorpions tocó casi todos los días de marzo en diversos clubes de Inglaterra y Gales. En algunas fechas de mayo y junio acompañaron a Kiss en su primera gira por Europa, gracias a ello debutaron en Dinamarca, Suecia y Suiza. Luego de la última sección por Alemania Occidental entre finales de junio y septiembre, la gira terminó el 26 de ese mes en Gütersloh.

## Portada
El estudio CoDesign/Dirichs creó la portada, donde se presentó por primera vez el característico logotipo de Scorpions, cuya tipografía de la letra proviene de un afiche de la película Rollerball. La imagen principal, tomada por el fotógrafo Michael von Gimbut, muestra a una modelo sobre la Fender Stratocaster blanca de Uli Jon Roth mostrando parte de su seno derecho. Este detalle generó controversia en algunos mercados —sobre todo en el estadounidense— por lo que posteriormente oscurecieron el seno con manchas negras. Cabe señalar que esta es la primera de una serie de portadas de la banda que han sido modificadas o censuradas. En una entrevista a Roth en 2008 al sitio Ultimate-Guitar.com comentó: «Sí, absolutamente fue horrible. Me refiero In Trance sigue siendo marginal. La idea fue del sello discográfico, pero no nos opusimos. Eso sí, la culpa fue de nosotros. Estas portadas fueron probablemente lo más vergonzoso en lo que he participado».

## Comentarios de la crítica
In Trance recibió reseñas positivas por parte de la prensa especializada. Barry Weber de AllMusic mencionó que: «Con la asombrosa "Dark Lady" como tema de apertura, el álbum capta inmediatamente la atención del oyente y la mantiene hasta el final», además destacó como puntos altos a la «interesante "In Trance"», a la «trepidante "Robot Man"» y a la «roquera "Top of th Bill"». Al finalizar, señaló que «El excelente canto y la música poderosa hacen de esta la mejor grabación de Scorpions con Uli Jon Roth». Eduardo Rivadavia de Ultimate Classic Rock lo llamó como uno de sus mejores álbumes en donde («...) avanzó a pasos agigantados hacia la combinación característica de metal y hard rock que llegó a definir el sonido de Scorpions». En 2015, Rivadavia lo posicionó en el tercer puesto en su lista de los álbumes de la banda ordenados de peor a mejor. En un recuento similar, Malcolm Dome de Classic Rock lo situó en la séptima casilla y mencionó que «Está plantado de lleno en el mundo del hard rock de mediados de los setenta, con la pirotecnia virtuosa de la guitarra de Roth como un contrapunto vital para las inclinaciones más comerciales».
Michael Rensen de Rock Hard señaló que gracias a este disco «Scorpions logró ser la primera banda alemana de hard rock en alcanzar un nivel competitivo internacional en 1975» y los éxitos «In Trance», «Dark Lady» o «Life's Like a River» «los convirtieron en superestrellas en Japón casi de la noche a la mañana». Chris Dick de la revista Decibel destacó que «con valentía, talento y el productor Dieter Dierks puliendo los bordes, los Scorpions crearon un álbum para la historia», en donde «las características del heavy metal estuvieron presentes en In Trance. Pero a diferencia de sus pares en Inglaterra y Estados Unidos, los alemanes también eran melódicos sin arrepentimiento». Martin Popoff comentó que tenía canciones más accesibles que su predecesor —aunque no coherentes del todo— pero aun así era un álbum «un poco desenfrenado para el consumo masivo». A su vez, destacó «la dirección de un pensamiento profundo puesto en un rock casi claustrofóbico y fúnebre».

## Lista de canciones
| N.º | Título                | Escritor(es)                    | Duración |  |
| 1.  | «Dark Lady»           | Roth                            | 3:30     |  |
| 2.  | «In Trance»           | Schenker, Meine                 | 4:50     |  |
| 3.  | «Life's Like a River» | Schenker, Roth, Corina Fortmann | 3:52     |  |
| 4.  | «Top of the Bill»     | Schenker, Meine                 | 3:25     |  |
| 5.  | «Living and Dying»    | Schenker, Meine                 | 3:22     |  |
| 6.  | «Robot Man»           | Schenker, Meine                 | 2:45     |  |
| 7.  | «Evening Wind»        | Roth                            | 5:05     |  |
| 8.  | «Sun in My Hand»      | Roth                            | 4:24     |  |
| 9.  | «Longing for Fire»    | Schenker, Roth                  | 2:45     |  |
| 10. | «Night Lights»        | Roth                            | 3:15     |  |

## Posicionamiento en listas musicales
| País   | Lista (2023)    | Posición |
| ------ | --------------- | -------- |
| España | Top 100 Vinilos | 31       |

## Certificaciones
| Región | Organismo certificador         | Certificación | Ventas certificadas | Ref.   |
| ------ | ------------------------------ | ------------- | ------------------- | ------ |
| Europa | World Wide Europe Awards (WWA) | Oro           | 500 000             | [ 22 ] |

## Créditos
| - Klaus Meine: voz - Uli Jon Roth: guitarra líder, coros y voz principal en «Dark Lady» y «Sun in My Hand» - Rudolf Schenker: guitarra rítmica y coros - Francis Buchholz: bajo y coros - Rudy Lenners: batería - Achim Kirschning: teclados (músico invitado) | - Dieter Dierks: productor - Michael Von Gimbut: fotografía - CoDesign/Dirichs: diseño de portada |

Fuentes: Página web oficial de Scorpions y Discogs.